# Nam vương Quốc tế 2006
Nam vương Quốc tế 2006 là cuộc thi Nam vương Quốc tế lần đầu tiên được tổ chức vào ngày 7 tháng 10 năm 2006 tại Pavillion, Kallang, Singapore. Wissam Hanna đến từ Liban đăng quang ngôi vị Nam vương Quốc tế đầu tiên.

## Kết quả

### Thứ hạng
| Hạng                      | Thí sinh |
| ------------------------- | --- |
| Mister International 2006 | - Liban — Wissam Hanna |
| Á vương 1                 | - Venezuela — Javier Delgado |
| Á vương 2                 | - Hy Lạp — Konstantinos Avrampos |
| Á vương 3                 | - Latvia — Kārlis Karolis |
| Á vương 4                 | - Hoa Kỳ — Chaka Sedgwick |
| Top 11                    | - Indonesia — Andreano Philip - New Zealand — Jay Singh - Philippines — Ken Escudero - Singapore — Dennis Lau - Sri Lanka — Roshan Ranawana - Ý — Victorio Alba |

### Giải thưởng đặc biệt
| Giải thưởng           | Thí sinh                     |
| --------------------- | ---------------------------- |
| Mister Photogenic     | - Philippines — Ken Escudero |
| Mister Congeniality   | - Singapore — Dennis Lau     |
| Mister Spirit         | - Ý — Victorio Alba          |
| Best National Costume | - Liban — Wissam Hanna       |

## Các thí sinh
19 thí sinh dự thi.
| Quốc gia/vùng lãnh thổ | Thí sinh              |
| ---------------------- | --------------------- |
| Ấn Độ                  | Sudhir Tewari         |
| Đức                    | Warren Taubitz        |
| Guatemala              | Jonathan Landa        |
| Hoa Kỳ                 | Chaka Sedgwick        |
| Hy Lạp                 | Konstantinos Avrampos |
| Indonesia              | Andreano Philip       |
| Latvia                 | Kārlis Karolis        |
| Liban                  | Wissam Hanna          |
| Malaysia               | Tai Choo Xiong        |
| México                 | Gabriel Flores        |
| Namibia                | Jacques Venter        |
| Nam Phi                | Daniel Lombard        |
| New Zealand            | Jay Singh             |
| Philippines            | Ken Escudero          |
| Singapore              | Dennis Lau            |
| Sri Lanka              | Roshan Ranawana       |
| Úc                     | Daryl Wee             |
| Venezuela              | Javier Delgado        |
| Ý                      | Victorio Alba         |